# Austrophlebia costalis
Austrophlebia costalis (лат.) — вид насекомых из семейства коромысел (Aeshnidae) или Telephlebiidae отряда стрекоз.
Тёмноокрашенные стрекозы. Известны способностью летать рекордно быстро — со скоростью до 97 км в час.
Эндемик восточной части Австралии, широко распространён в штатах Виктория, Квинсленд и Новый Южный Уэльс. Вид был зарегистрирован на ряде охраняемых районов страны, например, Эунджелла, горы Буня и основные районы национального парка в Квинсленде, Новой Англии, Королевском и Биаманском национальных парках в Новом Южном Уэльсе. На территории штата Виктория найден только в 2013 и теперь известен как минимум в трех местах обитания на территории этого в штате. Встречаются по берегам рек, где могут быть найдены на брёвнах в затенённых местах.

## Синонимы
В синонимику вида входят следующие биномены:
- Planaeschna costalis Tillyard, 1907
- Telephlebia racleayi Martin, 1909

## Галерея

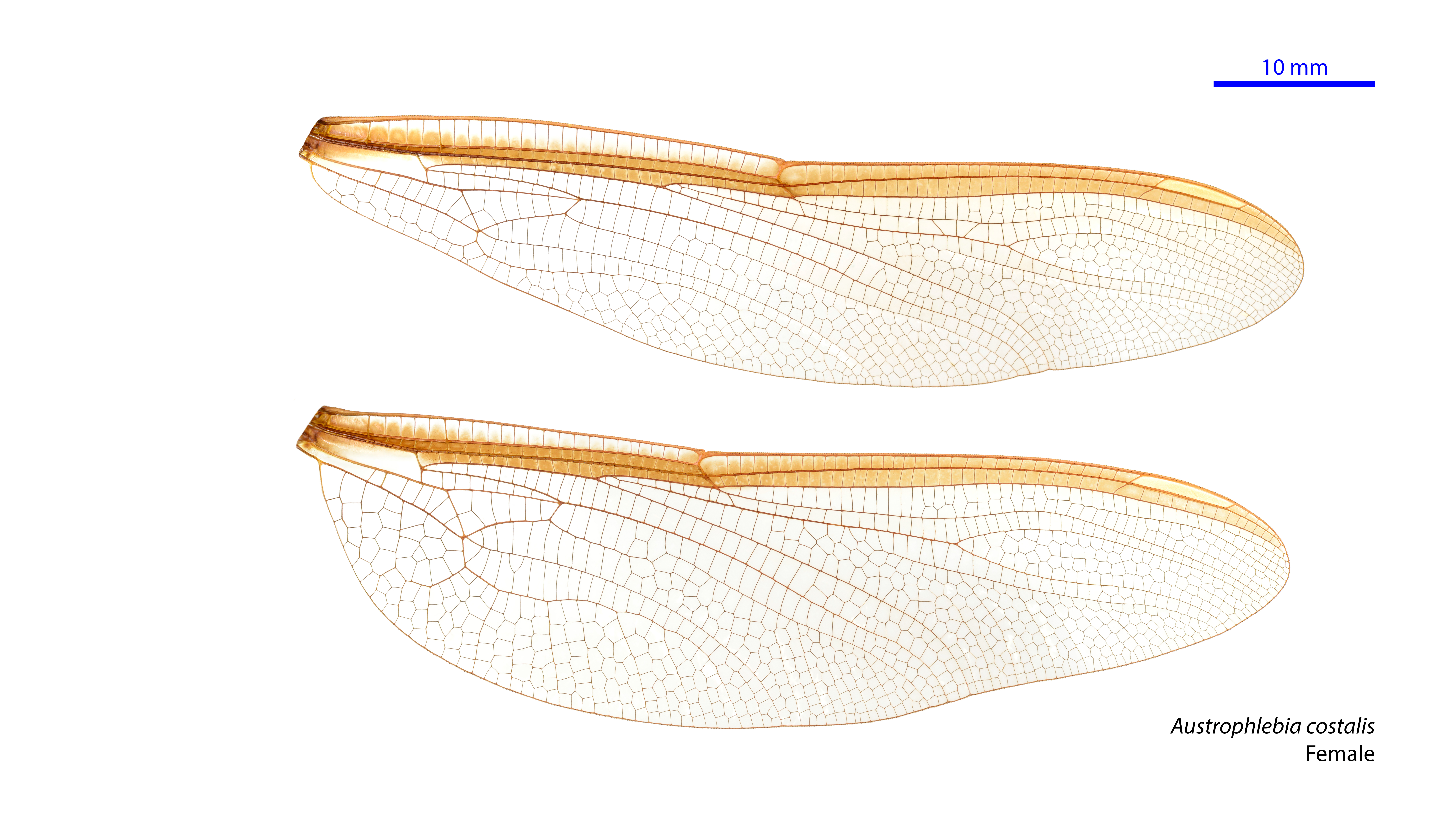
Крыло самки
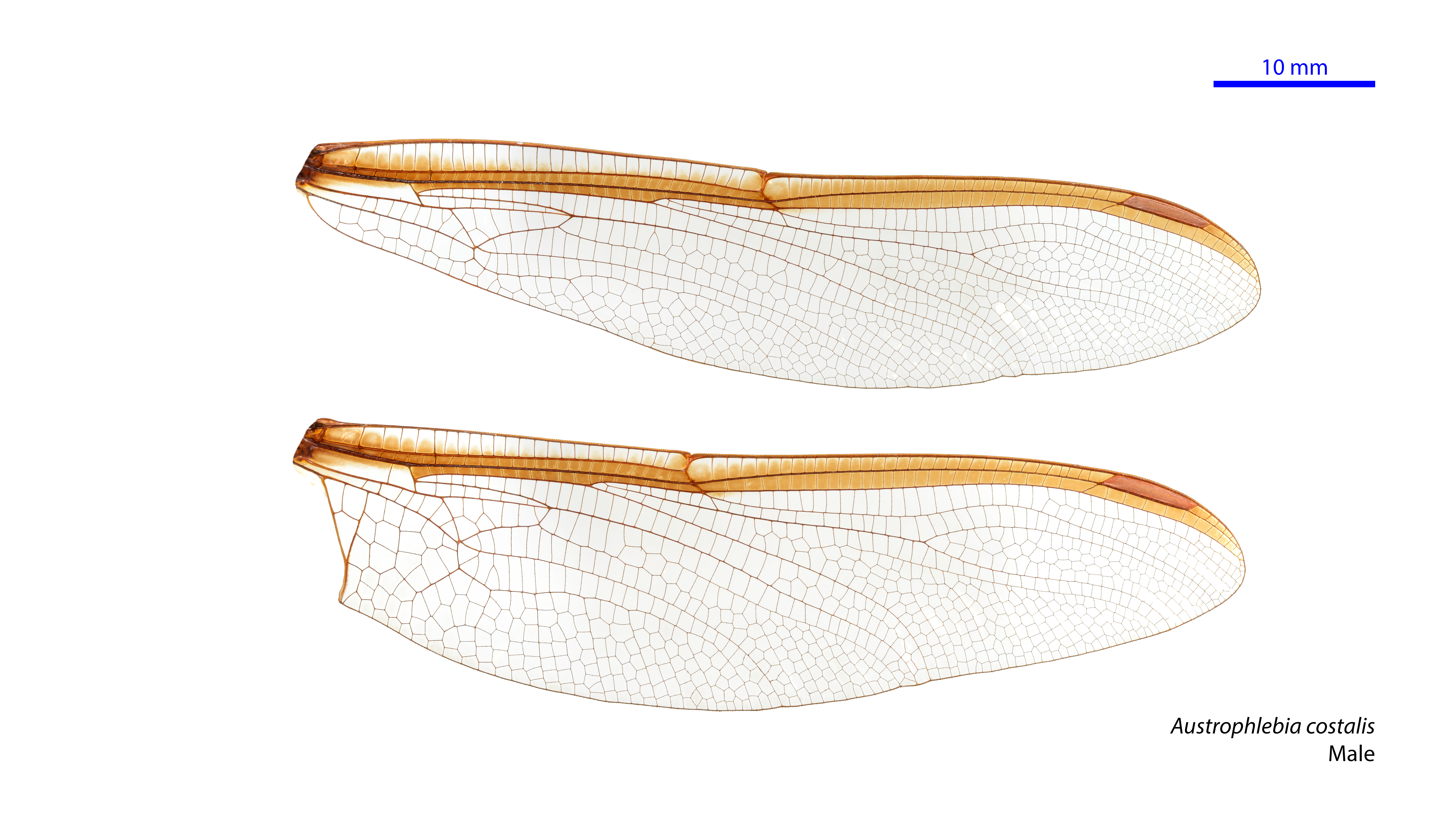
Крыло самца
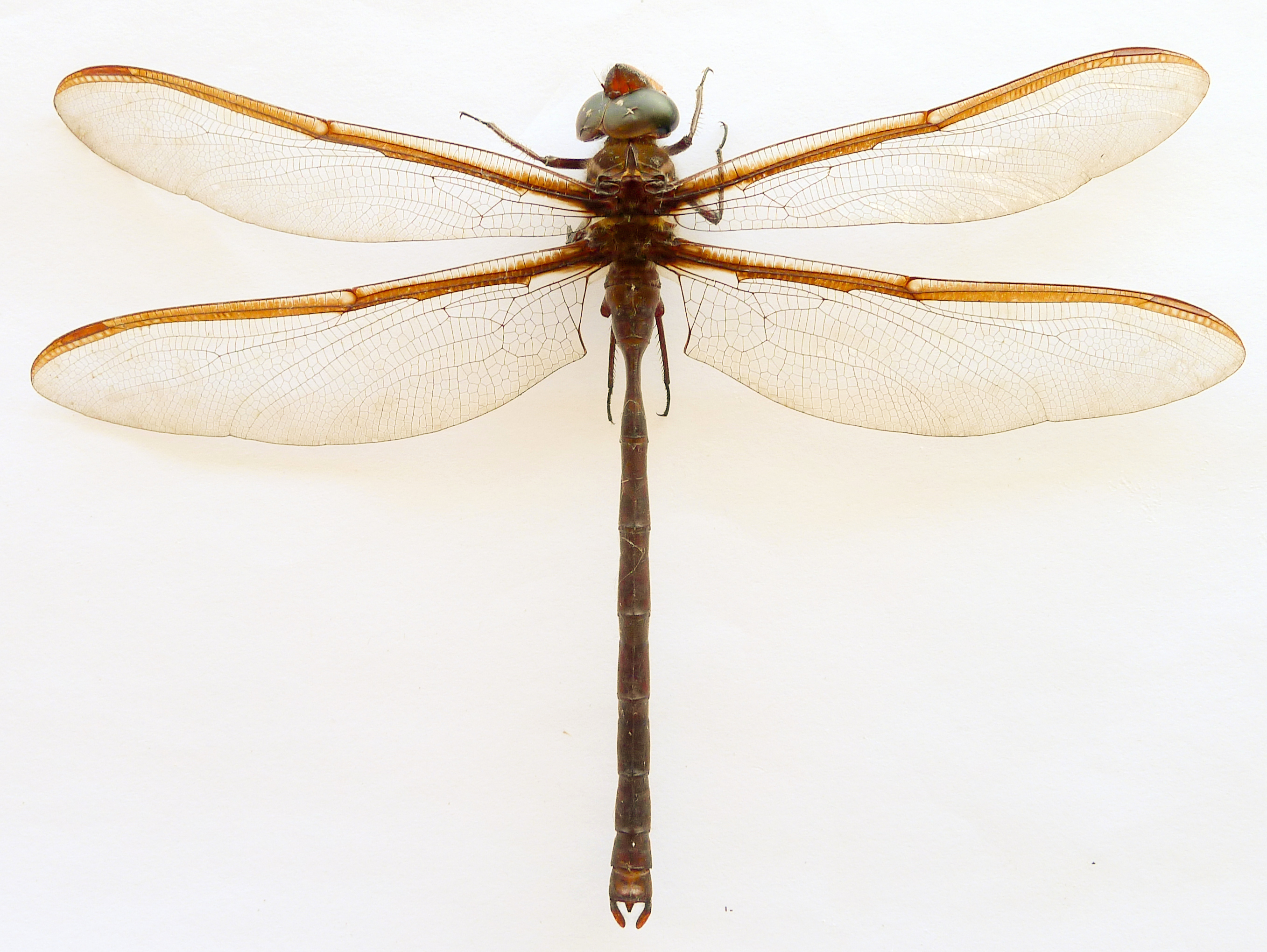
Самец